# Patuljasti planet
Patuljasti planet je vrsta nebeskog tijela. Hijerarhijski ne spada u planete, nego je posebna odrednica.
Definicija patuljastog planeta usvojena je 24. kolovoza 2006. na 26. Općoj konferenciji IAU u Pragu.
Prema tada usvojenoj rezoluciji, da bi nebesko tijelo bilo patuljasti planet, mora zadovoljiti sljedeće uvjete:
- u orbiti je oko Sunca
- ima dovoljnu masu da ga vlastita gravitacija dovede u približno sferni oblik (tijelo je u hidrostatskoj ravnoteži)
- nije očistio svoju putanju od drugih tijela
- nije satelit